# 善蔵塚古墳
善蔵塚古墳（ぜんぞうづかこふん）は、福岡県八女郡広川町にある古墳。形状は前方後円墳。八女古墳群を構成する古墳の1つ。国の史跡に指定されている（史跡「八女古墳群」のうち）。
八女古墳群における有力古墳であり、岩戸山古墳、石人山古墳に次ぎ第3位の規模を誇る。前方部を西に向け、2段築成の墳丘には葺き石と埴輪が巡る。
築造時期は表採された円筒埴輪などから、6世紀前半～中頃とみられ、乗場古墳と同時期かやや遅れ、鶴見山古墳と並行すると考えられる。

## 文化財

### 国の史跡
- 善蔵塚古墳（史跡「八女古墳群」のうち）
1977年（昭和52年）7月2日、「善蔵塚古墳」として国の史跡に指定。
1978年（昭和53年）3月24日、既指定の史跡「岩戸山古墳」・「乗場古墳」・「石人山古墳」・「善蔵塚古墳」の4件を統合、丸山塚古墳・丸山古墳・茶臼塚古墳を追加指定して、「八女古墳群」に名称変更[4]。